# رونالد راوه
رونالد راوه (آلمانی: Ronald Rauhe؛ زادهٔ ۳ اکتبر ۱۹۸۱) قایقران کانو اهل آلمان است.
وی در مسابقات کشوری و بین‌المللی در مجموع برندهٔ ۳۳ مدال طلا، ۱۶ مدال نقره، ۹ مدال برنز شده‌است.